# Еврика (телесеріал)
Еврика (англ. Eureka, також стилізовано Eureka) — американський телесеріал жанру наукова фантастика, прем'єра котрого відбулася 18 липня 2006 року, на телеканалі Sci Fi Channel. Спершу це мав бути мультиплікаційний серіал. У Великій Британії та Ірландії, 2 серпня 2006 під назвою «Містечко, що зветься Еврика» (англ. A Town Called Eureka). Другий сезон розпочався 2 жовтня 2006, третій — 29 липня 2008, четвертий — 9 липня 2010, заключний сезон виходив 16 квітня — 16 липня 2012 року.

## Сюжет
Еврика — секретне містечко, населення котрого проживає в найкращих умовах у сполучених штатах. Після другої Світової Війни, Альберт Ейнштейн усвідомлює, що майбутнє належить не солдатам, а вченим. За крок від загрози розгортанням Ядерної війни, Американський уряд погодився, що не може ризикувати найкращими представниками науки.
За допомогою Ейнштейна президент Гаррі Трумен побудував надсекретне місто у віддаленій області Тихоокеанського регіону, що на північному заході, місце, метою котрого є захист і виховання найвидатніших науковців та інтелектуальних ресурсів Америка. Відповідно до задуму, там могли б жити і творити найкращі вчені США, у спеціально створених для них комфортних умовах. Для цього задіяли найкращих архітекторів та планувальників. Це місто не мало б з'являтися на жодній мапі, і бути невідомим для загалу, окрім тих, що удостоїлися честі жити й творити в ньому.
За п'ятдесят років існування міста, його жителі відповідальні за майже кожен прорив в науці. Проте, з експериментуванням неминуче приходить невдача та проблеми; цілий ряд експериментів йдуть не так, як слід. Як приклад, глобальне потепління.
Хоча жителі Еврики переживають чимало проблем, місто наповнене геніальністю і фактично безмежними ресурсами, прагне зробити їх проблеми набагато легшими, ніж в інших. Рівень смертності у місті у двічі нижчий, ніж у середньому по країні.

## Акторський склад
| Актор/Актриса   | Роль           |
| --------------- | -------------- |
| Колін Ферґюсон  | Джек Картер    |
| Саллі Річардсон | Елісон Блейк   |
| Джордан Хайнсон | Зоя Картер     |
| Джо Мортон      | Генрі Дьюкон   |
| Ед Квін         | Натан Старк    |
| Дебра Фарентіно | Беверлі Барлоу |
| Мет Флевер      | Джим Таґарт    |
| Еріка Кера      | Jo Lupo        |
| Ніл Ґрейсон     | Дуґлас Фарґо   |
| Кріс Газейр     | Вінсент        |
| Шайн Сорберґ    | Спенсер        |

## Міжнародне розповсюдження
| Країна          | Канал         | Прем'єра          |
| --------------- | ------------- | ----------------- |
| Ірландія        | Sky One       | 2 серпня, 2006    |
| Велика Британія | Sky One       | 2 серпня, 2006    |
| Канада          | Space         | 3 вересня, 2006   |
| Греція          | Alter Channel | 29 вересня, 2006  |
| Туреччина       | DiziMax       | 11 жовтня, 2006   |
| Ізраїль         | AXN           | 6 листопада, 2006 |
| Україна         | Новий канал   | 20 грудня, 2007   |